# Dean Capobianco
Dean Capobianco, (né le 11 mai 1970 à Perth) est un athlète australien, spécialiste des épreuves de sprint. 

## Carrière sportive
Il remporte une médaille d'argent avec le collectif australien sur le relais 4 × 400 mètres des championnats du monde juniors 1988. Par la suite, il participe à 4 éditions des championnats du monde seniors entre 1991 et 1999. Il obtient son meilleur résultat à Stuttgart en 1993 en terminant à la 5e place de l'épreuve du 200 mètres en 20 s 18. Il participe également aux Jeux olympiques de 1992 et 1996. En 1998, il bat le record d'Océanie du 4 × 200 mètres avec ses coéquipiers Scott Vassella, Shem Hollands et Peter Vassella en 1 min 23 s 04.
En 1996, il est contrôlé positif au stanozolol, une forme de stéroïde anabolisant, en marge du meeting d'Hengelo. Déclarant avoir été dopé à son insu, Capobianco est dans un premier temps blanchi par un arbitre indépendant de l'IAAF, ce qui lui permet de participer aux Jeux olympiques d'Atlanta. En 1997, il est finalement reconnu coupable de dopage et est suspendu en mars. Tous ses résultats obtenus depuis la date du contrôle sont alors annulés. Sa suspension sera ensuite réduite à 2 ans par l'IAAF. 

## Palmarès
| Date | Compétition              | Lieu   | Résultat | Épreuve | Temps   |
| ---- | ------------------------ | ------ | -------- | ------- | ------- |
| 1996 | Championnats d'Australie | Sydney | 1er      | 200 m   | 20 s 79 |

| Date | Compétition                   | Lieu      | Résultat    | Épreuve | Temps        |
| ---- | ----------------------------- | --------- | ----------- | ------- | ------------ |
| 1988 | Championnats du monde juniors | Sudbury   | ½ finale    | 200 m   | 21 s 57      |
| 1988 | Championnats du monde juniors | Sudbury   | 2e          | 4×400 m | 3 min 7 s 60 |
| 1991 | Championnats du monde         | Tokyo     | ¼ de finale | 200 m   | 20 s 77      |
| 1991 | Championnats du monde         | Tokyo     | Séries      | 4×400 m | 3 min 2 s 42 |
| 1992 | Jeux olympiques               | Barcelone | ¼ de finale | 200 m   | 20 s 61      |
| 1993 | Championnats du monde         | Stuttgart | 5e          | 200 m   | 20 s 18      |
| 1993 | Championnats du monde         | Stuttgart | 5e          | 4×100 m | 38 s 69      |
| 1995 | Championnats du monde         | Göteborg  | Séries      | 200 m   | 20 s 88      |
| 1996 | Jeux olympiques               | Atlanta   | —           | 200 m   | DQ           |
| 1999 | Championnats du monde         | Séville   | —           | 200 m   | DQ           |
| 1999 | Championnats du monde         | Séville   | —           | 4×100 m | DQ           |

## Records
| Épreuve   | Performance        | Lieu       | Date            |
| --------- | ------------------ | ---------- | --------------- |
| 100 m     | 10 s 25 (+1,0 m/s) | Birmingham | 16 juillet 1993 |
| 200 m     | 20 s 18 (+0,3 m/s) | Stuttgart  | 20 août 1993    |
| 400 m     | 45 s 47            | Sydney     | 30 janvier 1994 |
| 4 × 100 m | 38 s 46            | Stuttgart  | 21 août 1993    |
| 4 × 200 m | 1 min 23 s 04 (AR) | Sydney     | 6 décembre 1998 |
| 4 × 400 m | 3 min 2 s 42       | Tokyo      | 31 août 1991    |